# Pietro Gazzera

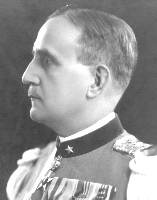
Pietro Gazzera (1933)

Pietro Gazzera (* 11. Dezember 1879 in Bene Vagienna, Provinz Cuneo; † 30. Juni 1953 in Cirié, Provinz Turin) war ein General und Politiker im Königreich Italien, der zwischen 1929 und 1933 Kriegsminister im Kabinett Mussolini sowie von 1933 bis 1944 Mitglied des Senats (Senato del Regno) war. 1941 fungierte er zudem kurzzeitig als kommissarischer Generalgouverneur Italienisch-Ostafrikas.

## Leben

### Offizierslaufbahn, Erster Weltkrieg und Zwischenkriegszeit
Pietro Gazzera, Sohn von Giovanni Battista Gazzera und Anna Dompé, begann nach dem Schulbesuch am 19. Oktober 1896 eine Offiziersausbildung an der Militärakademie (Accademia militare) in Turin. Im Anschluss begann er am 20. Juli 1899 eine Ausbildung an der Offiziersschule der Artillerie- und Ingenieurtruppe (Scuola di applicazione di artiglieria e genio) und fand daraufhin verschiedene Verwendungen als Offizier. Nachdem er zwischen dem 13. Oktober 1905 und dem 20. August 1908 die Kriegsschule (Scuola di guerra) absolviert hatte, folgten weitere Verwendungen als Offizier und Stabsoffizier. Er nahm als Freiwilliger am Italienisch-Türkischen Krieg (29. September 1911 bis 18. Oktober 1912) sowie als Stabsoffizier zwischen 1915 und 1918 am Ersten Weltkrieg teil. Für seine Verdienste im Ersten Weltkrieg erhielt er am 11. November 1915 das Ritterkreuz des Ordens der Krone von Italien und am 14. September 1917 auch das Ritterkreuz des Ordens der hl. Mauritius und Lazarus. Im Februar 1918 wurde er zum Leiter des Büros von Generalstabschef Armando Diaz ernannt. Für seine Verdienste als rechte Hand des Generalstabschefs bei der Abwehr der österreichisch-ungarischen Offensive während der Zweiten Piaveschlacht wurde ihm am 27. Juni 1918 das Ritterkreuz des Militärordens von Savoyen verliehen. Seine Arbeit im Generalstab trug wesentlich zur Förderung seiner weiteren Karriere bei. Ende Oktober 1918 gehörte er der von Generalleutnant Pietro Badoglio geleiteten italienischen Waffenstillstandsdelegation an, die am 3. November 1918 zur Unterzeichnung des Waffenstillstandes von Villa Giusti mit Österreich-Ungarn führte und den Krieg in Italien beendete. Kurz danach wurde er für seine besonderen Verdienste zum Brigadegeneral befördert. Am 29. Dezember 1918 wurde ihm das Offizierskreuz des Ordens der Krone von Italien verliehen. Ferner wurde er am 1. Februar 1919 zugleich Ritter der Ehrenlegion, Companion des Order of St Michael and St George (CMG), Offizier des Leopoldsordens, Ritter des Ordens des Weißen Adlers als auch Ritter des Ordens der Aufgehenden Sonne.
Nach Kriegsende war Gazzera zwischen 1919 und 1920 stellvertretender Kommandant der Kriegsschule in Turin. Im September 1921 wurde er zum Präsidenten des Militärgerichtshofs in Turin berufen. Zwei Jahre später wurde er im September 1923 zum Präsidenten der interalliierten Kommission zur Festlegung der Grenzen Albaniens ernannt, nachdem sein Vorgänger General Enrico Tellini einem Attentat zum Opfer gefallen war. In dieser Funktion leitete er die Verhandlungen zwischen Griechenland und Albanien und anschließend zwischen Albanien und Jugoslawien bis zum Abschluss der Verhandlungen im Juli 1926.
Bereits im Februar 1926 hatte er den Posten des Kommandanten der Kriegsschule in Turin übernommen und erhielt in dieser Funktion im März 1928 seine Beförderung zum Divisionsgeneral. Im Oktober 1928 übernahm er für wenige Wochen das Kommando der Territorialdivision „Genova“.

### Unterstaatssekretär, Kriegsminister und Senator
Gazzera fungierte vom 24. November 1928 bis zum 11. September 1929 als Unterstaatssekretär im Kriegsministerium. Er folgte in dieser Aufgabe Ugo Cavallero, der sich mit dem Generalstabschef Badoglio verworfen hatte und deswegen ebenso wie Badoglio aus seinem Amt entfernt worden waren. Anschließend übernahm er als Nachfolger von Benito Mussolini am 12. September 1929 selbst das Amt als Kriegsminister im zweiten Kabinett Mussolini und bekleidete dieses Amt bis zum 22. Juli 1933, woraufhin Ministerpräsident Mussolini dieses Amt wieder selbst übernahm.
Seine Zeit als Kriegsminister war durch zunehmende Kontraste mit Mussolini gekennzeichnet, die am Ende zu seinem erzwungenen Rücktritt führten. So kritisierte er offen die Kriegspläne des Duce und hielt einen Präventivkrieg gegen Frankreich und Jugoslawien für abenteuerlich und gefährlich. Zudem versuchte er, wie bereits sein Vorgänger Antonino Di Giorgio, die Streitkräfte so weit wie möglich der Einflussnahme der Faschisten zu entziehen, So waren trotz der Bestrebungen Mussolinis 1930 lediglich etwa 5 % der Offiziere Parteimitglieder der Nationalen Faschistischen Parteien (PNF). Außerdem verweigerte er die weitere Militarisierung der faschistischen Miliz. Von der faschistischen Geheimpolizei OVRA kontrolliert und von Unterstützern des Regimes kritisiert, wurde er schließlich von Mussolini fallen gelassen.
Für seine Verdienste als Kriegsminister erhielt er am 30. Dezember 1929 das Großkreuz des Ritterordens der hl. Mauritius und Lazarus und wurde am 3. März 1930 auch Kommandeur des Kolonial-Ordens vom Stern von Italien. Am 31. Juli 1930 erfolgte seine Beförderung zum Armeekorpsgeneral (Generale di corpo d’armata). Er erhielt am 24. Januar 1931 auch das Großkreuz des St. Alexander-Ordens sowie schließlich am 3. Januar 1932 zudem das Großkreuz des Ordens der Krone von Italien. 
Kurz vor seinem Ausscheiden aus der Regierung wurde sein Rücktritt mit seiner Beförderung zum designierten Armeegeneral (Generale comandante designato d’armata) am 2. Juli 1933 „versüßt“. Nach seinem Ausscheiden aus der Regierung wurde Pietro Gazzera am 30. Oktober 1933 zum Senator des Königreiches ernannt. Mit seiner Ernennung wollte man ihn zugleich von den Streitkräften entfernen. Gemäß seiner Personalakte wurde er im gleichen Jahr noch zum Mitglied der faschistischen nationalen Union des Senats (Unione Nazionale Fascista del Senato) ernannt, obwohl er weiterhin nicht der faschistischen Partei angehörte. Während der Senatszugehörigkeit war er zwischen dem 22. September 1937 und dem 2. März 1939 Mitglied des Ausschusses für die Rechtsprechung des Obersten Gerichtshofes (Commissione per il giudizio dell’Alta Corte di Giustizia).

### Kolonialgouverneur und Zweiter Weltkrieg
Am 12. August 1938 löste General Gazzera Armando Felsani als Gouverneur des zu Italienisch-Ostafrika gehörenden sowie nach dem Abessinienkrieg gegründeten Gouvernements Galla und Sidama ab und bekleidete diese Funktion bis zur Auflösung dieses Gouvernements im Zuge des Ostafrikafeldzuges am 6. Juli 1941. Im Senat war er vom 17. April 1939 bis zum 5. August 1943 Mitglied des Finanzausschusses (Commissione di finanze) und erneut Mitglied des Ausschusses für die Rechtsprechung des Obersten Gerichtshofes sowie außerdem zwischen dem 17. April 1939 und dem 28. Januar 1940 Mitglied des Ausschusses für Angelegenheiten von Italienisch-Afrika (Commissione degli affari dell’Africa italiana). 1939 wurde er Mitglied der am 12. Mai 1867 in Florenz gegründeten Italienischen Geographischen Gesellschaft.
Während des Zweiten Weltkrieges war Pietro Gazzara Kommandeur der 24. Kolonialdivision und zuletzt als Nachfolger von Amedeo von Savoyen-Aosta vom 23. Mai bis zu seiner Ablösung durch Guglielmo Nasi am 6. Juli 1943 kommissarischer Generalgouverneur Italienisch-Ostafrikas. Im Laufe des Ostafrikafeldzuges geriet er 1941 in Kriegsgefangenschaft, aus der er nach dem Sturz Mussolinis auf Wunsch Badoglios 1943 frei gelassen wurde. Anschließend war er zwischen 1943 und 1945 Kommissar für Kriegsgefangene. Am 7. August 1944 wurde gegen ihn vor dem Obersten Gerichtshof für Sanktionen gegen den Faschismus ACGSF (Alta Corte di Giustizia per le Sanzioni contro il Fascismo) als ehemaliges Regierungsmitglied Anklage erhoben und am 30. Oktober 1944 die Einziehung seines Vermögens angeordnet. Zugleich verfiel auch seine Ernennung zum Senator. Gegen das Urteil legte er erfolgreich Berufung ein und mit Datum vom 7. Juli 1946 wurde das Urteil aufgehoben. Dennoch wurde er vom weiteren öffentlich Leben ausgegrenzt, so dass er im Nachkriegsitalien keine Rolle mehr spielte. Aus seiner Ehe mit Bianca Rosa Maria Gerardi gingen die Kinder Giovanni Battista, Romano, Maria Luisa und Ermelinda hervor.